# ディートマー・ハマン
ディートマー・ハマン（Dietmar Hamann, 1973年8月27日 - ）は、ドイツ・バイエルン州ヴァルトザッセン出身の元同国代表サッカー選手。現役時代のポジションはミッドフィールダー。ディトマール・ハマンとも表記される。

## クラブ経歴

### 初期
地元の小クラブであるFCヴァッカー・ミュンヘンのユースでキャリアを始める。1989年、16歳の時にバイエルン・ミュンヘンのユースへ移籍、1993年にトップチームでデビューを果たした。ローター・マテウス、トーマス・ヘルマー、クリスティアン・ツィーゲ、オリバー・カーンらに率いられたチームに加わり、プロ初年度は主に右ウィングとして5試合に出場した。当初ハマンは所謂Vertragsamateur（直訳すると契約アマチュア、プロの試合への出場が許可されたアマチュア選手）にすぎなかったが、控え選手として彼にとって最初のブンデスリーガ優勝を経験した。翌シーズンは、マテウス、アラン・ズッター、ディーター・フライ、マークス・シュップらの相次ぐ負傷離脱によりレギュラーの座を掴みブンデスリーガで30試合に出場し、右ウィングや守備的中盤をこなせる選手としての地位を確立し、完全なプロ契約を勝ち取った。
1995-96シーズン、クラブがユルゲン・クリンスマンをはじめオットー・レーハーゲル監督、アンドレアス・ヘルツォーク、トーマス・シュトルンツ、チリアコ・スフォルツァらを獲得する大型補強を敢行した影響で、前年より出場機会は減少したもののリーグ20試合でプレーした。チームが協調性を欠く中でハマンは安定性をもたらし、リーグは2位に終わりレーハーゲルは解任されたもののUEFAカップで優勝した。
1996-97シーズンはハマンにとって躍進の年となった。それまで控え選手としての期間がほとんどであったが、ジョヴァンニ・トラパットーニが監督に就任すると、ハマンを守備的MFのレギュラーに据え新加入のマリオ・バスラーを右ウィングに起用した。リーグ23試合に出場し自身2度目のリーグ優勝を果たし、ドイツ代表でのデビューも飾った。シーズン終了後、意識不明に陥り脳梗塞と診断を受けたがこれを克服した。1997-98シーズン、昇格クラブでありながら優勝を果たした1.FCカイザースラウテルンの後塵を拝し2位に終わるも、自身はリーグ28試合に出場し2ゴールを記録。DFBポカールではMSVデュースブルクを破り優勝した。

### ニューカッスル
1998年のフランス・ワールドカップに出場した後、ケニー・ダルグリッシュ率いるニューカッスル・ユナイテッドFCに550万ポンドの移籍金で加入した。脚の負傷から早々に復帰し、31試合出場し5得点を挙げた。1999年のFAカップ決勝ではマンチェスター・ユナイテッドFCに2-0で敗戦し準優勝に終わった。

### リヴァプール
1999年7月、800万ポンドの移籍金でジェラール・ウリエが監督を務めるリヴァプールFCに移籍した。在籍7年間で一貫して中盤の主力としてプレーし、191試合に出場し8ゴールを記録した。2000-01シーズンには、移籍後初タイトルを含むカップトレブルを達成し、翌シーズンのUEFAチャンピオンズリーグ出場権も獲得した。2003年のワージントン・カップ決勝、マンチェスター・ユナイテッドFC戦ではフル出場。更にマイケル・オーウェンによるチーム2点目をアシストし、2-0で勝利を収めトロフィーを手にした。ハマンはレッズ加入数年でその地位を確立した。UEFAチャンピオンズリーグ 2004-05の決勝トーナメント1回戦バイエル・レヴァークーゼンとのファーストレグではフリーキックでチーム2点目を挙げ3-1で勝利した。ACミランを退け優勝を果たした決勝時には踵を負傷していたが、後半開始からスティーヴ・フィナンに代わり出場した。PK戦では1人目のキッカーとして負傷している足でネットを揺らし、イスタンブールの奇跡と呼ばれる劇的勝利の一員となった。
2006年5月のFAカップ決勝ではウェストハム・ユナイテッドFCと対戦し、71分にピーター・クラウチとの交代でピッチに立った。この試合でも最初のPKキッカーとしてゴールを決め優勝を飾った。
リヴァプール時代については、自身が著し2012年2月2日に発売された『Didi Man』において好意的に回想している。

### マンチェスター・シティ
2006年6月、リヴァプールを退団しボルトン・ワンダラーズFCとの契約を結んだが、7月11日になってボルトンはハマンが入団を拒否したことをウェブサイトで発表した。これに対して当時のボルトンの監督であるサム・アラダイスは困惑を示している。同月13日、マンチェスター・シティFCに加入することが決定した。シティはボルトンに40万ポンドの補償金を支払うこととなった。2008年2月、2008-09シーズンいっぱいまで契約を延長した。2008年7月17日に行われたUEFAカップ予選1回戦、EBストレイムルとのファーストレグで移籍後初ゴールを決めた。
2009年7月1日、契約満了に伴いマイケル・ボール、ダニー・ミルズ、ダリウス・ヴァッセルらと共にクラブを退団した。同月にチャンピオンシップのプレストン・ノースエンドFCとの接触が報じられた。9月には当時ノッツ・カウンティFCのディレクターを務めていたスヴェン＝ゴラン・エリクソンからの連絡があったが、ハマンは高いレベルでのプレーを望み入団を断った。

### 現役復帰
2011年2月に現役を引退したが、2015年3月7日にアマチュアクラブのTuSハルターンと契約を交わした。

## 代表経歴
ドイツ代表としてアンダー世代からプレーし、1997年11月の南アフリカとの親善試合でフル代表デビューを果たした。
当時のベルティ・フォクツ監督によって1998年のフランス・ワールドカップのメンバーに選ばれ、チームで2番目に若い25歳弱で参加した。開幕してしばらくはベンチスタートが続いたが、準々決勝のメキシコ戦でスタメンに名を連ねた。準決勝でも試合開始からピッチに立ったが、クロアチアに0-3と完敗を喫し敗退した。
EURO2000予選においては主力としてプレー。EURO2000本戦ではグループリーグの全試合に出場したが、チームはグループAの最下位に沈み決勝トーナメント進出はならなかった。
2000年10月、日韓ワールドカップ予選においてイングランドを1-0で下した一戦で、旧ウェンブリー・スタジアム取り壊し前最後となるゴールを決めた。同大会本戦ではミヒャエル・バラックやベルント・シュナイダーらと共に決勝まで勝ち進んだ。1966年のロジャー・ハント、1990年のカール＝ハインツ・リードレに続いてワールドカップ決勝でプレーする3人目のリヴァプールFC所属の選手となったが、ブラジルに2-0で敗戦した。
UEFA EURO 2004は自身にとって最後の国際大会となったが、またもグループリーグ敗退の憂き目に遭った。
2004-05シーズンのUEFAチャンピオンズリーグ決勝における活躍もあり、新たに監督に就任したユルゲン・クリンスマンによって再び代表に招集された。しかしオランダ戦で低調なパフォーマンスに終わり、以降クリンスマンによって起用されることはなかった。母国開催となった2006年のドイツ・ワールドカップの代表メンバーからも落選し、同年5月に代表引退を発表した。

## 指導者系駅
2010年5月10日、フットボールリーグ1のミルトン・キーンズ・ドンズFCに選手兼任コーチとして1年契約で加入した。2011年2月3日、チャンピオンシップのレスター・シティFCのコーチに就任した。
2011年7月5日、カンファレンス・プレミアに降格したストックポート・カウンティFCの監督に就任したが、同年11月に辞任した

## 人物
兄のマティアス・ハマンも元サッカー選手であり、KSVヘッセン・カッセルなどの監督を務めた。
2005年に日本で開催されたFIFAクラブワールドカップの決勝でサンパウロFCに敗れた試合後、ジェイミー・キャラガーらとバーに繰り出したが、泥酔して騒ぎを起こし警察に連行された。

## 代表歴

### 出場大会
- ドイツ代表
  - 1998 FIFAワールドカップ (ベスト8)
  - 2002 FIFAワールドカップ (準優勝)

### 試合数
- 国際Aマッチ 59試合 5得点（1997年-2005年）[26][27]

| ドイツ代表 | 国際Aマッチ | 国際Aマッチ |
| 年         | 出場        | 得点        |
| ---------- | ----------- | ----------- |
| 1997       | 1           | 1           |
| 1998       | 12          | 0           |
| 1999       | 6           | 1           |
| 2000       | 11          | 1           |
| 2001       | 6           | 0           |
| 2002       | 12          | 1           |
| 2003       | 1           | 0           |
| 2004       | 9           | 1           |
| 2005       | 1           | 0           |
| 通算       | 59          | 5           |

### 得点
出典
| #  | 開催日         | 開催地                       | 対戦国           | 結果 | 大会                          |
| -- | -------------- | ---------------------------- | ---------------- | ---- | ----------------------------- |
| 1. | 1997年11月15日 | ドイツ、デュッセルドルフ     | 南アフリカ共和国 | 3–0  | 親善試合                      |
| 2. | 1999年3月26日  | 北アイルランド、ベルファスト | 北アイルランド   | 3–0  | UEFA EURO 2000予選            |
| 3. | 2000年10月7日  | イングランド、ロンドン       | イングランド     | 1–0  | 2002 FIFAワールドカップ・予選 |
| 4. | 2002年2月13日  | ドイツ、カイザースラウテルン | イスラエル       | 7–1  | 親善試合                      |
| 5. | 2004年3月31日  | ドイツ、ケルン               | ベルギー         | 3–0  | 親善試合                      |

## タイトル

### クラブ
バイエルン・ミュンヘン
- ブンデスリーガ : 1993-94, 1996-97
- DFBポカール : 1997-98
- DFBリーガポカール : 1997
- UEFAカップ : 1995-96

リヴァプール
- FAカップ : 2000-01, 2005-06
- フットボールリーグカップ : 2000-01, 2002-03
- FAチャリティ・シールド : 2001
- UEFAチャンピオンズリーグ : 2004-05
- UEFAカップ : 2000-01
- UEFAスーパーカップ : 2001, 2005

### 個人
- FIFAワールドカップ オールスターチーム : 2002（リザーブ）
- プレミアリーグ最優秀ゴール : 2003-04